# Comuna Telega, Prahova
Telega este o comună în județul Prahova, Muntenia, România, formată din satele Boșilcești, Buștenari, Doftana, Melicești, Telega (reședința) și Țonțești. Este situată în apropiere de orașele Câmpina și Breaza și de localitatea Brebu.

## Geografie

### Așezare
Telega se află în zona deluroasă a Subcarpaților Curburii, întinsă de-a lungul văii pârâului („gârlei”) Sărata și pe dealurile dimprejur (Rotunda, Mărtin, Obârșie, Măceș, Recea, Grâușor, Câlinet, Țânțaru, Ciobu, Plai). Altitudinea medie a localității Telega este de aproximativ 550 m. Cel mai înalt deal din zonă, Măceș, are o înălțime de 815 m.
Pârâul Sărata este un afluent al râului Teleajen care izvorâște din zona satului Melicești și curge de la nord-vest către sud-est. Datorită poziționării predominant pe valea acestei gârle, Telega este protejată de vânturi puternice.
Solurile din zona Telegii sunt sărace (argile) și, în unele locuri, sărăturoase. Datorită prezenței sării în subsol și a solului argilos, există zone în Telega unde au loc alunecări de teren.
Prin comună trece șoseaua județeană DJ100E, care o leagă spre vest de Câmpina (unde se intersectează cu DN1) și mai departe de comunele din valea Proviței Provița de Jos, Provița de Sus și Adunați, și spre est de Scorțeni și Băicoi. Din acest drum, la Telega se ramifică șoseaua județeană DJ214, care duce spre nord-est la Brebu și Aluniș.

### Flora și fauna
Dealurile din împrejurimi sunt acoperite parțial de păduri de foioase, în care întâlnim cel mai des fagul și frasinul, dar și stejarul, teiul, carpenul, paltinul, jugastrul, ulmul. Restul dealurilor au fost transformate pe parcursul vremii în fânețe sau în livezi de pomi fructiferi. De departe predomină prunul, producția artizanală de țuică fiind una din activitățile specifice locului. Dintre arbuștii întâlniți în zonă, la marginea fânețelor: cătina, alunul, gherghinul, măceșul, călinul, cornul, scorușul, socul.
Fauna sălbatică mică e specifică pădurilor de foioase din Muntenia de deal: veverițe, pârși, viezuri, cârtițe, iepuri, vulpi. Păsări întâlnite în zona Telegii: cuc, gaiță, turturea, uliu, vrabie, rândunică, pițigoi, ciocănitoare. Din rândul faunei mari, întâlnim mistreți și căprioare. Foarte des se semnalează prezența urșilor în pădurile din nordul comunei, înspre Cosminele și Pietriceaua.

### Resurse

#### Sarea
Comuna Telega a cunoscut perioade de dezvoltare și declin, strâns legate de exploatarea resurselor subsolului: la început sarea, pe urmǎ petrolul.
Telega a fost construitǎ în jurul exploatǎrii de sare. Pe toatǎ perioada istoriei pre-moderne și moderne a Țǎrii Românești, pânǎ în sec. XX, Telega și Slǎnic Prahova au reprezentat principalele douǎ locații de exploatare a sǎrii, o resursǎ importantǎ a economiei tradiționale. Astfel, Telega s-a dezvoltat inițial pe baza existenței resurselor de sare din subsolul dealurilor sale. De altminteri, etimologia numelui Telega este legatǎ de mijloacele de transport (telegile) cu care se transporta sarea cǎtre sud, cǎtre București și de acolo mai departe, cǎtre Imperiul Otoman.

#### Petrolul
Cealaltǎ resursǎ subteranǎ gǎsitǎ pe teritoriul Telegii și strâns legatǎ de dezvoltarea sa este petrolul. Deși cunoscut de mai mult timp (pǎcurǎ), petrolul a început sǎ fie exploatat la scarǎ industrialǎ în Telega la sfârșitul sec. XIX. Extracția de petrol din satul Buștenari a fost prima din România și una din primele din lume.
Datoritǎ dezvoltǎrii industriei extractive petroliere, Telega a cunoscut o puternicǎ dezvoltare pe parcursul primei jumǎtǎți a sec. XX, parte din dezvoltarea industrial-extractivǎ din zona Vǎii Prahovei. În anii '20-'30, Telega și mai ales Buștenari au cunoscut o dezvoltare explozivǎ, cu puternice accente urbane. Atmosfera acelei perioade, tensiunile dintre viața tradiționalǎ ruralǎ și dinamismul industrial pe cale de înflorire sunt prezentate în romanul Flǎcǎrile al lui Radu Tudoran. De altfel, atât Radu Tudoran, cât și fratele sǎu Geo Bogza sunt strâns legați de Buștenari, petrecându-și copilǎria acolo..
O parte semnificativǎ din efortul de rǎzboi german mecanizat din al Doilea Război Mondial a fost realizat pe baza resurselor din România, iar la acea vreme schelele din zona de Prahova – Dâmbovița reprezentau majoritatea resurselor. Pentru exploatarea lor s-au construit mai întâi rafinǎria din Câmpina, mai apoi cea din Ploiești, ținte ale bombardamentelor aliate din august 1944. O parte semnificativǎ din petrolul rafinat la Câmpina și Ploiești provenea din schelele de pe teritoriul Telegii.
Dupǎ terminarea celui de-al Doilea Rǎzboi Mondial, rezervele de petrol au început sǎ scadǎ, în contextul exploatǎrii excesive, pânǎ la epuizarea / depletarea lor, în anii '50 de cǎtre sovietici. În momentul de fațǎ, schelele petroliere din Telega sunt în stare de semi-conservare, extrǎgând petrol doar în cantitǎți reziduale.

## Demografie
Componența etnică a comunei Telega
     Români (95,93%)
     Alte etnii (4,07%)
Componența confesională a comunei Telega
     Ortodocși (94,47%)
     Alte religii (0,92%)
     Necunoscută (4,61%)
Conform recensământului efectuat în 2021, populația comunei Telega se ridică la 4.990 de locuitori, în scădere față de recensământul anterior din 2011, când fuseseră înregistrați 5.523 de locuitori. Majoritatea locuitorilor sunt români (95,93%). Din punct de vedere confesional, majoritatea locuitorilor sunt ortodocși (94,47%), iar pentru 4,61% nu se cunoaște apartenența confesională.

## Politică și administrație
Comuna Telega este administrată de un primar și un consiliu local compus din 13 consilieri. Primarul, Costel Brezeanu[*], de la Partidul Social Democrat, este în funcție din octombrie 2020. Începând cu alegerile locale din 2024, consiliul local are următoarea componență pe partide politice:
|  | Partid                          | Consilieri | Componența Consiliului | Componența Consiliului | Componența Consiliului | Componența Consiliului | Componența Consiliului | Componența Consiliului |
|  | ------------------------------- | ---------- | ---------------------- | ---------------------- | ---------------------- | ---------------------- | ---------------------- | ---------------------- |
|  | Partidul Social Democrat        | 6          |                        |                        |                        |                        |                        |                        |
|  | Uniunea Salvați România         | 3          |                        |                        |                        |                        |                        |                        |
|  | Alianța Pmp - Forța Dreptei     | 2          |                        |                        |                        |                        |                        |                        |
|  | Alianța pentru Unirea Românilor | 1          |                        |                        |                        |                        |                        |                        |
|  | Partidul Național Liberal       | 1          |                        |                        |                        |                        |                        |                        |

## Istorie
Telega este atestată documentar din anul 1562, din vremea domnitorului Petru cel Tânăr (1559-1568).
La sfârșitul secolului al XIX-lea, comuna făcea parte din plaiul Prahova al județului Prahova, fiind formată din satele Boșelcești, Buștenari, Milicești și Telega, cu o populație totală de 4000 de locuitori. În comună, funcționau băile sărate Telega-Doftana, mine de sare, un penitenciar, două școli (în satele Telega și Buștenari) și 4 biserici. Anuarul Socec din 1925 consemnează între satele Telega și Buștenari cea mai importantă exploatație de petrol din țară, comuna având în total 7272 de locuitori în satele Buștenari, Melicești și Telega.
La sfârșitul perioadei interbelice, comuna s-a regăsit în plasa Câmpina din același județ, iar în 1950 a fost arondat raionului Câmpina din regiunea Prahova și apoi (după 1952) din regiunea Ploiești. În 1968 a fost arondată din nou, în componența actuală, județului Prahova, reînființat.

## Turismul
Telega se aflǎ în zona de influențǎ economicǎ a orașului Câmpina, unde se aflǎ majoritatea locurilor de muncǎ a locuitorilor din Telega. Agroturismul și turismul balneo-climateric au existat în stadiu incipient încǎ din anii '70, dezvoltându-se în jurul Bǎilor Telega (lac salin apǎrut pe una din fostele guri de ocnǎ) și al pitorescului împrejurimilor. Dezvoltarea agroturismului a beneficiat – și beneficiazǎ în continuare – de apropierea de București și de poziția sa la începutul Vǎii Prahovei. Cu toate acestea, agroturismul nu este dezvoltat la nivelul altor zone din împrejurimile apropiate (Brebu) sau medii (zona Rucǎr – Bran), nefiind exploatat întregul sǎu potențial. În schimb, apropierea de București a dus la dezvoltarea sectorului imobiliar. Un numǎr însemnat de bucureșteni achiziționând case de vacanțǎ pe dealurile Telegii, începând cu anii '70.

### Băile Telega
Încǎ din anii '30, Telega era renumită pentru băile sale ("Băile Telega"). În jurul acestor bǎi s-a dezvoltat turismul balneoclimateric. Caracteristicile fizico-chimice ale lacului central Telega, gradul ridicat de concentrație al sării (clorură de sodiu și altele) și stabilitatea apei conferă acțiuni terapeutice pentru boli ale aparatului locomotor după cum urmează:
- manifestări reumatismale degenerative, incluzând artroze (gonartroză, cocsartroză, manifestări artrozice la nivelul coloanei vertebrale) și periarticulare (periartrită la umăr, șold, genunchi, bursite, tendinite);
- sechele post-traumatice;
- sindroame dureroase de tip neurologic;
- boli ginecologice (anexită, scleroză chistică, sterilitate)
- afecțiuni vasculare periferice: arteriopatie obliterantă-stadiul I și II, insuficiență veno-limfatică (varice la membrele inferioare, edem limfatic);
- afecțiuni ale căilor respiratorii superioare (rinite, rinosinuzită, faringită) sau bronșită cronică.

### Închisori și ocne de sare
La Telega exista o ocnă de sare, abandonată în 1872.
Telega a devenit cunoscutǎ în trecut și pentru închisorile sale. La început, oamenii erau trimiși la muncǎ silnicǎ la exploatarea sǎrii („la ocnǎ”). Acest tip de pedeapsǎ a fost aplicat pânǎ în secolul XIX. Ocna Telega avea pe lângǎ ea și o închisoare cu douǎ despǎrțituri: una pentru cei cu condamnǎri limitate, alta pentru cei condamnați la moarte sau la muncǎ silnicǎ pe viațǎ. De aici, termenul de pușcǎriaș se confundǎ cu cel de ocnaș. La Telega a fost întemnițat și haiducul Iancu Jianu. Acesta evadeazǎ în 1816. O referințǎ cinematograficǎ a acestei întâmplǎri poate fi gǎsitǎ în filmul Haiducii al lui Dinu Cocea.
Între 1894 și 1896 în zona satului Doftana, pe un platou situat deasupra râului Doftana, a fost construitǎ închisoarea cu același nume. Închisoarea Doftana a funcționat pânǎ în 1940, când a fost grav avariatǎ de cutremurul din acel an. Închisoarea este cunoscutǎ mai ales pentru perioada interbelicǎ, ani în care la închisoarea Doftana au fost întemnițați o serie de deținuți politici, unii capi ai mișcǎrii comuniste, printre ei Gheorghe Gheorghiu-Dej și Nicolae Ceaușescu. Aceasta a fǎcut ca ulterior în perioada comunistǎ închisoarea Doftana sǎ fie transformatǎ în muzeu istoric și loc de pelerinaj ideologic. Printre altele, uneori, copii din zona de sud a României erau aduși la închisoarea Doftana pentru ceremonia de intrare în organizația de pionieri.

## Monumente istorice
În comuna Telega se află (1894–1897), monument istoric de arhitectură de interes național.
În rest, alte nouă obiective din comună sunt incluse în lista monumentelor istorice din județul Prahova ca monumente de interes local, toate aflate în satul Telega. Șapte dintre ele sunt clasificate ca monumente de arhitectură: casele Joița Ținteanu (1894–1898), Maria Turcu, Maria Brebeanu (sfârșitul secolului al XIX-lea), Virginia Stăncioiu (1902), Nicolae Bucătaru, Gheorghe Mocanu (1920) și Tinca Brebeanu (1930). Celelalte două, clasificate ca monumente memoriale sau funerare, sunt două cruci de piatră: una datând din secolul al XVIII-lea, aflată pe Ulița Stoienilor în curtea lui Stoian T. Gheorghe; și alta din 1853 aflată pe terenul lui Drăghicescu Ioan din cartierul Lambeștii de Jos.

## Personalități născute aici
- Ion Stoian (n. 1927), demnitar comunist;
- Samoilă Stoica (1939 - 20180, general, inventator;
- Mihai Dascal (1946 - 2004), critic, istoric literar;
- Mircea Maximilian Boeriu (n. 1949), artist plastic.
- Paulian Dumitrică (n. 1937), Geolog, micropaleontolog, specialist în microfosile silicioase